# Jacob Ludwig Iken
Jacob Ludwig Iken (* 30. April 1758 in Bremen; † 17. August 1811 in Bremen) war ein Jurist und Bremer Senator.

## Biografie
Iken war der Sohn des Bürgermeisters Justin Friedrich Wilhelm Iken (1726–1805) und seiner Frau Adelheid Henschen (1736–1763).
 
Er war verheiratet mit der Professorentochter Regine Agnes Runge (1761–1816); sie hatten sechs Kinder, darunter Justin Friedrich Wilhelm Iken (1783–1806), Senator Johann Georg Iken (1786–1850), den Gelehrten Carl Jakob Ludwig Iken (1789–1841) und der Syndikus August Ferdinand Arnold Iken (1793–1853).
Er absolvierte seine Schulzeit in Bremen, ab 1773 am Gymnasium Illustre in Bremen. Er studierte ab 1775 Rechtswissenschaften an der Universität Marburg, ab 1778 an der Universität Göttingen und er promoviert 1779 in Marburg zum Dr. jur.  
Ab um 1780 war er am Reichskammergericht in Wetzlar und unternahm von hier aus seine Bildungsreisen nach Straßburg und Basel. 1781 war er Sekretär am Niedergericht und dann am Obergericht in Bremen.
 
Von 1802 bis zu seinem Tode 1811 war er als Nachfolger des zum  Bürgermeister gewählten Daniel Klugkist Bremer Ratsherr/Senator.

## Weitere Bremer Senatoren
- siehe Liste der Bremer Senatoren